# Entropia di Tsallis
In fisica, l’entropia di Tsallis è una generalizzazione della formula di Boltzmann-Gibbs per il calcolo dell'entropia.

## Panoramica
Il fisico teorico Costantino Tsallis elaborò nel 1988 questo concetto come base per generalizzare la meccanica statistica standard, ed è identica dal punto di vista formale alla α-entropia strutturale di Havrda–Charvát, introdotta nel 1967 nell'ambito della Teoria dell'Informazione. L'importanza dell'entropia di Tsallis in fisica è stata largamente dibattuta dalla letteratura scientifica.. 
Tuttavia, a partire dal 2000, è stato identificato un sempre più ampio spettro di sistemi complessi naturali, artificiali e sociali che confermano i fatti sperimentali previsti e le conseguenze teoriche dedotte da questo tipo di entropia non-additiva, come la meccanica statistica non-estensiva, che riesce a generalizzare la teoria di Boltzmann-Gibbs.

## Definizione
Dato un insieme discreto di probabilità {\displaystyle \{p_{i}\}} dove vale che {\displaystyle \sum _{i}p_{i}=1}, e dato un numero reale qualsiasi {\displaystyle q}, si definisce entropia di Tsallis:
{\displaystyle S_{q}({p_{i}})={1 \over q-1}\left(1-\sum _{i}p_{i}^{q}\right),}
dove {\displaystyle q} è un numero reale chiamato indice entropico.
Con il limite per {\displaystyle q\to 1}, ritroviamo la più nota entropia di Boltzmann–Gibbs, vale a dire:
{\displaystyle S_{BG}=S_{1}(p)=-\sum _{i}p_{i}\ln p_{i}.}
Invece, per le distribuzioni di probabilità continue, l'entropia di Tsallis è definita come:
{\displaystyle S_{q}[p]={1 \over q-1}\left(1-\int (p(x))^{q}\,dx\right),}
dover {\displaystyle p(x)} è la Funzione di densità di probabilità.

L'entropia di Tsallis è stata usata per derivare le proprietà della distribuzione di probabilità di Tsallis, attraverso il Principio della Massima Entropia.

## Relazioni
L'entropia discreta di Tsallis soddisfa
{\displaystyle S_{q}=-\lim _{x\rightarrow 1}D_{q}\sum _{i}p_{i}^{x}}
dove Dq è la q-derivata rispetto a x. Può essere confronata con la formula dell'entropia standard:
{\displaystyle S=-\lim _{x\rightarrow 1}{\frac {d}{dx}}\sum _{i}p_{i}^{x}}

## Non-additività
Dati due sistemi A and B, per i quali la funzione di densità di probabilità congiunta soddisfa 
{\displaystyle p(A,B)=p(A)p(B),\,},
allora, l'entropia di Tsallis per questo sistema soddisfa
{\displaystyle S_{q}(A,B)=S_{q}(A)+S_{q}(B)+(1-q)S_{q}(A)S_{q}(B).\,}
dove è evidente che il parametro {\displaystyle |1-q|} è una misura di quanto non è additiva.

Nel caso limite di q = 1, diventa
{\displaystyle S(A,B)=S(A)+S(B),\,}
che è quanto ci si attende per un sistema additivo. 

Per questo motivo, tale proprietà è a volte chiamata pseudo-additività.

## Famiglie di esponenziali
Molte comuni distribuzioni di probabilità, ad esempio la distribuzione normale, conducono alle famiglie di esponenziali. 
L'entropia di Tsallis per una famiglia esponenziale può essere scritta
 come:
{\displaystyle H_{q}^{T}(p_{F}(x;\theta ))={\frac {1}{1-q}}\left((e^{F(q\theta )-qF(\theta )})E_{p}[e^{(q-1)k(x)}]-1\right)}
dove F è un log-normalizzatore e k il termine che indica la misura del carrier.
Per la Distribuzione normale multivariata, k è uguale zero, e perciò l'entropia di Tsallis diventa una espressione matematica in forma chiusa (valutabile in un numero finito di operazioni).

## Ulteriori generalizzazioni
Esiste un certo numero di sistemi fisici di rilievo che afferiscono ai funzionali, che riescono a generalizzare ulteriormente l'entropia di Tsallis. I due più importanti sono: la Superstatistica introdotta da C. Beck ed E. G. D. Cohen nel 2003 e la Statistica Spettrale, introdotta da G. A. Tsekouras e Constantino Tsallis nel 2005.

L'entropia di Tsallis e l'entropia di Boltzmann-Gibbs possono essere ottenute come casi particolari, da entrambe queste due entropie. È stato dimostrato, inoltre, che dalla Statistica Spettrale si può ricavare la formula della Superstatica, cosa che lascia ipotizzare che la prima possa contenere e spiegare ulteriori casi e fenomeni.